# Snowboard ai IV Giochi olimpici giovanili invernali
Le gare di snowboard dei IV Giochi olimpici giovanili invernali si sono svolte al Welli Hilli Park nella contea di Hoengseong, in Corea del Sud, dal 20 gennaio al 1 febbraio 2024.

## Podi

### Ragazzi
| Evento          | Oro           | Punteggio     | Argento             | Punteggio      | Bronzo                 | Punteggio      |
| Slopestyle      | Lee Chae-un   | 96,00         | Eli Bouchard        | 90,00          | Romain Allemand        | 89,25          |
| Halfpipe        | Lee Chae-un   | 88,50         | Alessandro Barbieri | 84,75          | Ryusei Yamada          | 83,00          |
| Big air         | Eli Bouchard  | 183,25        | Oliver Martin       | 179,50         | Campbell Melville Ives | 153,00         |
| Snowboard cross | Jonas Chollet | Jonas Chollet | Anthony Shelly      | Anthony Shelly | Zion Bethonico         | Zion Bethonico |

### Ragazze
| Evento          | Oro            | Punteggio      | Argento                    | Punteggio                  | Bronzo              | Punteggio |
| Slopestyle      | Hanna Karrer   | 89,00          | Lucia Georgalli            | 88,25                      | Vanessa Volopichova | 87,00     |
| Halfpipe        | Rise Kudo      | 90,75          | Sara Shimizu               | 84,50                      | Lura Wick           | 78,00     |
| Big air         | Yura Murase    | 154,25         | Rebecca Flynn              | 153,00                     | Lucia Georgalli     | 152,00    |
| Snowboard cross | Noemie Wiedmer | Noemie Wiedmer | Maja-Li Iafrate Danielsson | Maja-Li Iafrate Danielsson | Léa Casta           | Léa Casta |

### Misti
| Evento                    | Oro                             | Argento                                          | Bronzo                                |
| Snowboard cross a squadre | Francia Jonas Chollet Léa Casta | Francia Benjamin Niel Maja-Li Iafrate Danielsson | Australia William Martin Abbey Wilson |